# Степановщина (Ленинградская область)
Степановщина — деревня в Загривском сельском поселении Сланцевского района Ленинградской области.

## История
Деревня Степановщина упоминается на карте Санкт-Петербургской губернии Ф. Ф. Шуберта 1834 года.

СТЕПАНОВЩИНА — деревня принадлежит госпоже Забелиной, число жителей по ревизии: 17 м. п., 24 ж. п. (1838 год)

Деревня Степановщина отмечена на карте профессора С. С. Куторги 1852 года.

СТЕПАНОВЩИНА — деревня госпожи Забелиной, по просёлочной дороге, число дворов — 4, число душ — 20 м. п. (1856 год)

СТЕПАНОВЩИНА — деревня владельческая при реке Нарове, число дворов — 5, число жителей: 18 м. п., 26 ж. п. (1862 год) 

В XIX веке деревня административно относилась к 1-му стану, в начале XX века к Добручинской волости 1-го земского участка 4-го стана Гдовского уезда Санкт-Петербургской губернии.
Согласно Памятной книжке Санкт-Петербургской губернии 1905 года деревня Степановщина (государственная) входила в Куйкинское сельское общество.

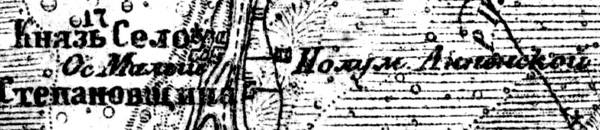
Деревня Степановщина на карте 1919 года

С 1917 по 1920 год деревня входила в состав Скарятинской волости Гдовского уезда.
С 1920 года, в составе буржуазной Эстонии.
С 1940 года, в составе Эстонской ССР.
С 1944 года, в составе Загривского сельсовета Сланцевского района Ленинградской области.
С 1963 года, в составе Кингисеппского района.
По состоянию на 1 августа 1965 года деревня Степановщина входила в состав Загривского сельсовета Кингисеппского района. С ноября 1965 года, вновь в составе Сланцевского района.
По данным 1973 и 1990 годов деревня Степановщина входила в состав Загривского сельсовета Сланцевского района.
В 1997 году в деревне Степановщина Загривской волости проживали 65 человек, в 2002 году — 59 человек (русские — 91 %).
В 2007 году в деревне Степановщина Загривского СП проживали 80 человек, в 2010 году — 94.

## География
Деревня расположена в западной части района к западу от автодороги 41К-164 (Сланцы — Втроя).
Расстояние до административного центра поселения — 3 км.
Расстояние до железнодорожной платформы Сланцы — 23 км.
Деревня находится на правом берегу реки Нарва.

## Демография
| 1862 | 2007 | 2010 | 2017 |
| ---- | ---- | ---- | ---- |
| 44   | ↗80  | ↗94  | ↗97  |